# Trận Dịch Kinh
Trận Dịch Kinh (chữ Hán: 易京之戰 Dịch Kinh chi chiến) là trận đánh trong chiến tranh quân phiệt thời Tam Quốc trong lịch sử Trung Quốc giữa Viên Thiệu và Công Tôn Toản năm 199, kết thúc bằng thất bại và cái chết của Công Tôn Toản.

## Hoàn cảnh
Cuộc đối đầu giữa Viên Thiệu và Công Tôn Toản ở Hà Bắc (tranh chấp Ký châu, U châu, Thanh châu) diễn ra từ sau khi liên minh chống Đổng Trác tan rã. Hai bên mâu thuẫn và giao tranh từ năm 192 sang năm 193 nhưng không phân thắng bại.
Tình hình thay đổi từ năm 195, Công Tôn Toản liên tiếp bại trận, khí thế giảm sút. Nghe có câu đồng dao, Công Tôn Toản suy đoán nên về giữ Dịch Kinh để được yên thân, bèn chuyển đến đóng trại ở đây. Để cố thủ lâu dài, ông cho quân làm nhiều chiến hào quanh thành, đằng sau chất đầy gò cao 5-6 trượng, trên gò xây nhiều lâu đài. Tại trung tâm lại xây một gò lớn cao hơn 10 trượng.
Vì sợ có sự cố bất ngờ, ông ở một mình trên gò đất đó, ngăn cách với các thủ hạ bên ngoài, chỉ sống cùng thê thiếp. Vì sự biệt lập của ông, các khách khứa và mưu sĩ đều lần lượt bỏ đi.
Sau khi vào Dịch Kinh, Công Tôn Toản rất ít khi đi chinh chiến vì thấy mình không đủ sức chinh phạt các chư hầu, chủ trương tích trữ thật nhiều lương thảo, ngồi yên đợi thiên hạ thay đổi. Viên Thiệu nhiều lần tấn công Công Tôn Toản không thắng được nên gửi thư tỏ ý muốn xóa bỏ thù oán. Nhưng Công Tôn Toản cậy có Dịch Kinh kiên cố hiểm trở nên không nghe.
Viên Thiệu tức giận bèn khởi đại binh đi đánh U châu.

## Diễn biến
Công Tôn Toản sai con là Công Tôn Tục sang Thường Sơn cầu cứu tướng Khăn Vàng là Trương Yên cứu viện, còn mình định dẫn kị binh tinh nhuệ xông ra ngoài thành, dựa vào Tây Sơn để đánh Ký châu, cắt đường về của Viên Thiệu. Nhưng thủ hạ là Quan Tịnh can ông không nên bỏ Dịch Kinh, ông bèn ở lại giữ thành.
Quân Viên Thiệu từng bước áp sát, vây chặt Dịch Kinh. Nhiều tướng sĩ dưới quyền Công Tôn Toản chán nản, lo không giữ nổi, bèn bỏ chạy trốn.
Trương Yên nhận lời Công Tôn Tục, dẫn 10 vạn quân chia làm 3 đường đi cứu Công Tôn Toản. Quân cứu viện sắp đến. Công Tôn Toản bèn viết thư ra cho Công Tôn Tục, hẹn Tục hãy dẫn 5000 quân đến chỗ trũng phía bắc thành, đến giờ đốt lửa làm hiệu sẽ cùng giáp công trong ngoài.
Nhưng thư của ông gửi ra bị Viên Thiệu bắt được. Viên Thiệu tương kế tựu kế, bèn đốt lửa lừa Công Tôn Toản. Ông tưởng cứu binh tới bèn mang quân ra đánh, không ngờ rơi vào mai phục. Công Tôn Toản bại trận phải chạy về thành đóng cửa cố thủ.
Viên Thiệu bèn sai quân đào đường ngầm, dùng gỗ chống lên, dần dần đào tới gò đất chỗ Công Tôn Toản ở. Khi dựng gỗ xong, quân Viên Thiệu châm lửa đốt, phá hoại lâu đài, khiến đất sụt xuống. Lầu đổ, Viên Thiệu thừa cơ thúc quân đánh vào.
Công Tôn Toản tự biết không thể chống cự được nữa bèn dùng dây thắt cổ giết chết vợ con, các chị em rồi đốt lửa tự thiêu mà chết.
Quan Tịnh ân hận vì khuyên ông ở lại Dịch Kinh đến nỗi thiệt mạng, bèn liều mình cưỡi ngựa xông vào quân Viên Thiệu, chiến đấu tới kiệt sức mà chết. Trương Yên lui binh, còn Công Tôn Tục bỏ trốn về phía bắc, bị tộc người Đồ Các giết chết.

## Hậu quả
Trận đánh kết thúc với cái chết của Công Tôn Toản, đồng nghĩa với việc diệt vong của thế lực quân phiệt này. Viên Thiệu làm chủ được U châu, mở rộng địa bàn Hà Bắc, trở thành thế lực quân phiệt lớn nhất miền bắc trung nguyên. Công Tôn Toản do sai lầm trong chiến thuật nên đã thất bại.

## Trong Tam Quốc diễn nghĩa
Trận Dịch Kinh không được mô tả trực tiếp mà chỉ được kể qua lời một thủ hạ đi lấy tin tức về báo cáo cho Tào Tháo biết diễn biến trận này với kết cục của Công Tôn Toản.